# Франгокастело
Франгока́стело (греч. Φραγκοκάστελλο) — венецианская крепость и деревня в Греции на юге острова Крит, на побережье Ливийского моря в 15 километрах к востоку от Хора-Сфакиона. Входит в общину (дим) Сфакион в периферийной единице Ханья в периферии Крит. Население 148 жителей по переписи 2011 года. Крепость — квадратный в плане замок с четырьмя башнями по углам, лучший по сохранности на Крите.

## Описание замка
Франгокастело имеет простую прямоугольную форму с четырьмя башнями в каждом углу. Над главными воротами выгравирован лев, а также сохранились останки венецианского герба фамилий Куирини (Quirini) и Дольфин (Dolfin).

## История

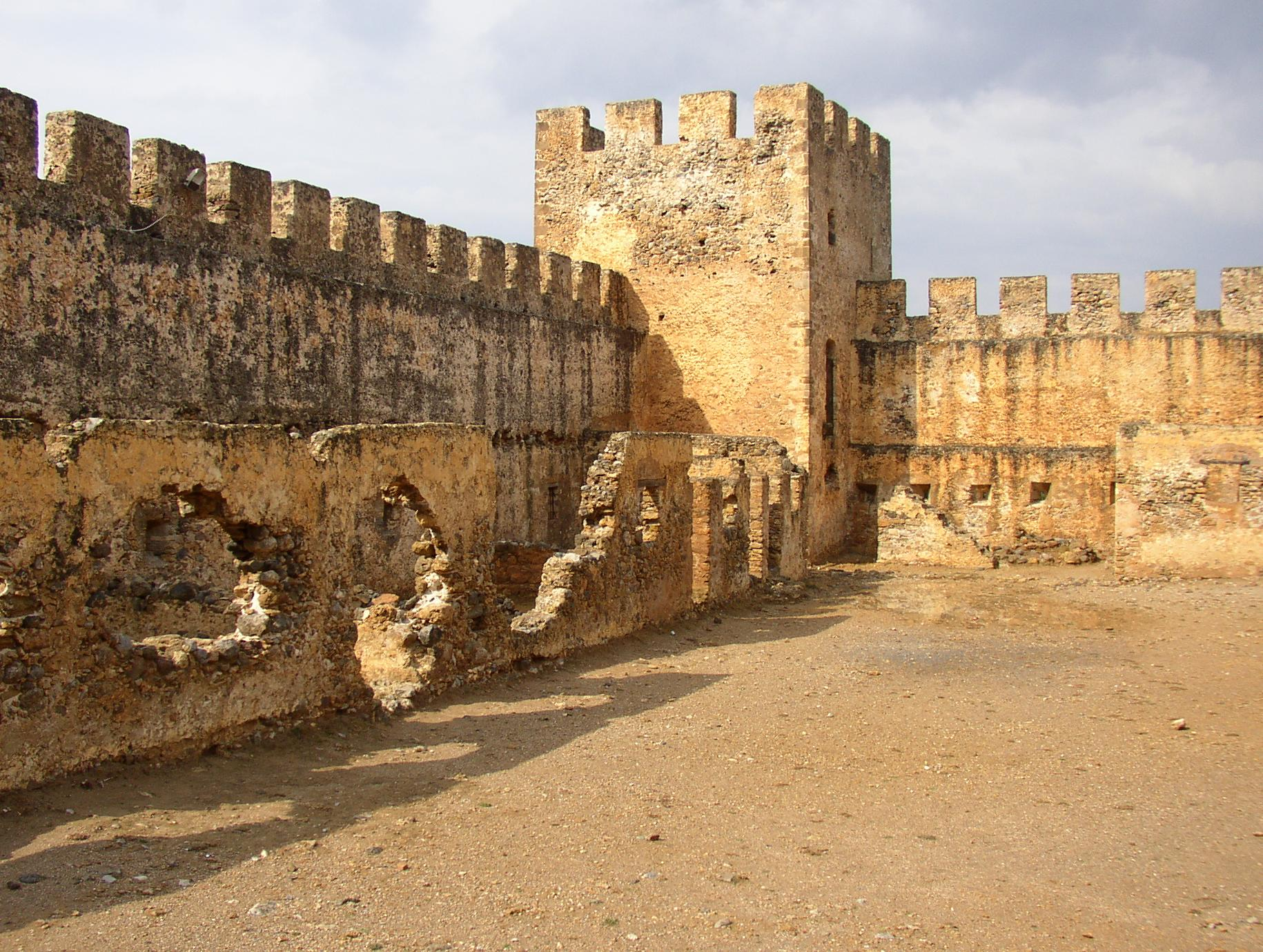
Крепостные стены и башня Франгокастело.

Замок был построен венецианцами в 1371—1374 годах для защиты от пиратов и для наведения порядка в районе Сфакия. Венецианцы назвали крепость — Замок Святого Никиты, по названию находившейся неподалёку церкви (руины этой церкви можно видеть неподалёку от замка). Однако местные жители называли замок Франгокастело, что буквально значит «замок франков» (чужеземцев). В конечном счёте, название Франгокастело так и закрепилось за крепостью.
По данным историков, строительство вначале двигалось медленно, потому что местные жители, возглавляемые шестью братьями по фамилии Пацос из близлежащего села Пацианос, разрушали каждую ночь то, что венецианцы отстроили за день. Так продолжалось до тех пор пока братьев Патсос не схватили и не повесили.
Во время правления венецианцев крепость почти не использовалась, и только во времена турецкого владычества были построены зубчатые стены с бойницами, для ведения боевых действий, частых в этом регионе. Так, например, в 1770 году в замке сдались туркам известный критский мятежник Даскалояннис и 70 его соратников. Даскалоянниса пытали во Франгокастелло, а затем казнили в Ираклионе.
17 мая 1827 года около ста всадников и 600 воинов, возглавляемых Хадзимихалисом Далианисом, предприняли попытку развернуть войну за независимость Крита и захватили замок. Турки (8000 солдат под предводительством командующего Крита Мусатафа Наили-паши) осадили Франгокастело и зверски расправились с мятежниками: погибли все 335 повстанцев с их командиром, однако турецкая сторона тоже понесла значительные потери.

## Дросулитес

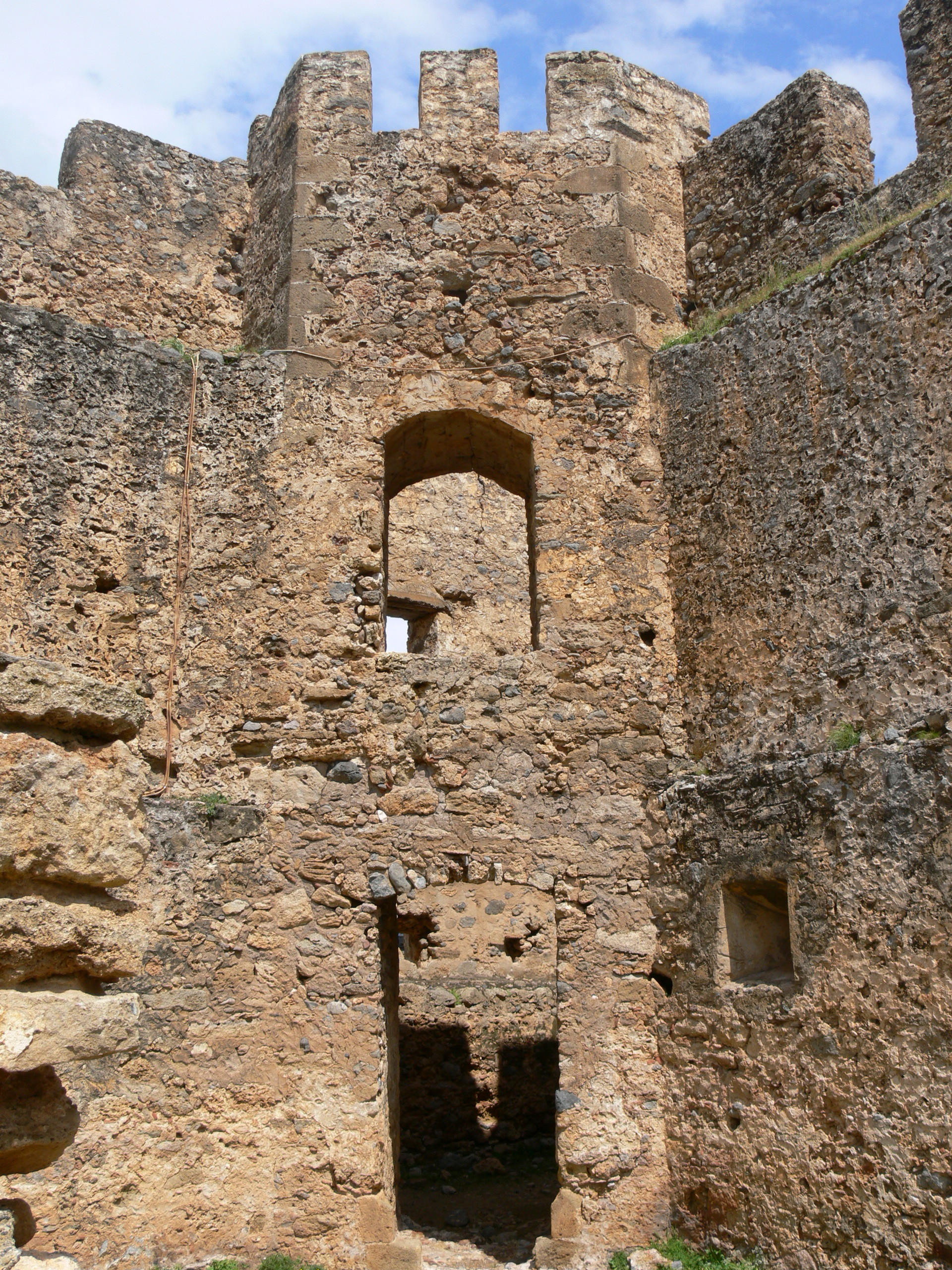
Одна из башен Франгокастело

Рядом с Франгокастелло наблюдается до сих пор необъяснимое явление, для которого даже придумали специальный термин — дросулитес (греч. Δροσουλίτες), потому что оно возникает рано утром, когда появляется роса (Δροσιά). Каждый год в конце мая тени людей, одетых в чёрное, пешком или на лошадях, с оружием, движутся от церкви Святого Харлампия к крепости Франгокастело. Явление наблюдается ранним утром, при спокойном море и высокой атмосферной влажности. Длится оно обычно около 10 минут. Тени видны из долины на расстоянии примерно 1000 метров. Если к ним приблизиться — они исчезают.
Учёные[какие?] пытались объяснить это явление, и одно время было принято считать, что чёрные тени — это мираж особого рода, который появляется только весной и только ранним утром. Согласно одному из объяснений этого явления, тени появляются в результате преломления солнечного света через утреннюю росу, но консенсуса всё же нет.
Случаи появления дросулитесов неоднократно задокументированы. В 1890 году турецкая армия бежала, увидев эти тени. Даже во время Второй мировой войны немецкий патруль однажды открыл огонь по миражу.
Местная легенда гласит, что дросулитес — это души повстанцев под предводительством Далианиса, которых спящими перерезали турки, впущенные в замок предателем, на рассвете 17 мая 1827 года. Другая точка зрения заключается в том, что бой всё-таки был, но греки погибли в неравном сражении.

## Общинное сообщество Пацианос
В общинное сообщество Пацианос входят 4 населённых пункта. Население 314 жителей по переписи 2011 года. Площадь 33,53 квадратных километров.
| Наименование   | Население (2011), человек |
| -------------- | ------------------------- |
| Каликратис     | 20                        |
| Капсодасос     | 46                        |
| Пацианос       | 100                       |
| Франгокастелло | 148                       |

## Население
| Год  | Население, человек |
| ---- | ------------------ |
| 1991 | 91                 |
| 2001 | 154                |
| 2011 | ↘ 148              |